# Бервенцы (Ошмянский район)
Бервенцы (бел. Бярве́нцы) — деревня в Ошмянском районе Гродненской области Белоруссии. В составе Жупранского сельсовета.

## География
Ближайшие населённые пункты Бартели, Людвиново и др.
Пролегают дороги Н6332 и Н6328.

### Гидрография
Река Лейлубка.

## История
В 1905 году в Ошмянском уезде Полянской волости Виленской губернии.
До 2 декабря 1961 года деревня входила в состав Повяжинского сельсовета, после — в состав Жупранского сельсовета. До 20 июня 1988 года деревня входила в состав Полянского сельсовета.
Через 0,5 км к востоку от деревни, на южных склоне холма, на берегу небольшого притока реки Ошмянка, располагается средневековое поселение. Материал памятника представлен значительным количеством фрагментов гончарной посуды, железных и металлических изделий и их фрагментов, монетой (боратинка, коронная, XVII в.). Поселение датируется XVI-XVII вв.

## Население

### Численность
- 2009 год — 22 жителя

### Динамика
- 1999 год — 24 жителя (перепись населения)
- 2009 год — 22 жителя (перепись населения)[2]